# Свети Василий (Солун)
„Свети Василий Велики“ (на гръцки: Αγίου Βασιλείου) е православна църква в македонския град Солун, Гърция, енорийски храм на Солунската епархия на Вселенската патриаршия, под управлението на Църквата на Гърция.
Храмът е разположен в квартала Неа Елветия. Основният камък на храма е положен на 16 ноември 2008 г., а е открит на 8 май 2011 година от митрополит Антим Солунски. Енорията е основана с президентски указ на 23 февруари 2012 г.
Храмът е с по-малки размери от останалите нови енорийски църкви на Солунската митрополия, тъй като е извън централната планировка на града и законодателството не позволява изграждането на по-голям. Парцелът е собственост на храма „Свети Илия“, който го дарява на митрополията. Ръководител на строежа е инженер Лазарос Блямбас. В задната част на двора е параклисът „Света Богородица Вратарница“, който първоначално е започнат като основен храм, но е спрян от съда, поради липса на разрешително.
Иконостасните икони са дело на монахините от манастира „Успение Богородично“ в Панорама. В храма има голяма икона на Света Богородица Вратарница, както и мощи от Свети Василий.